# Kingdom City (Misuri)
Kingdom City es una villa ubicada en el condado de Callaway en el estado estadounidense de Misuri. En el Censo de 2010 tenía una población de 128 habitantes y una densidad poblacional de 27,09 personas por km².

## Geografía
Kingdom City se encuentra ubicada en las coordenadas 38°56′51″N 91°56′12″O / 38.94750, -91.93667. Según la Oficina del Censo de los Estados Unidos, Kingdom City tiene una superficie total de 4.72 km², de la cual 4.67 km² corresponden a tierra firme y (1.15%) 0.05 km² es agua.

## Demografía
Según el censo de 2010, había 128 personas residiendo en Kingdom City. La densidad de población era de 27,09 hab./km². De los 128 habitantes, Kingdom City estaba compuesto por el 92.97% blancos, el 6.25% eran afroamericanos, el 0% eran amerindios, el 0% eran asiáticos, el 0% eran isleños del Pacífico, el 0% eran de otras razas y el 0.78% pertenecían a dos o más razas. Del total de la población el 0.78% eran hispanos o latinos de cualquier raza.